# Luidia latiradiata
Plasterias latiradiata
Espèce
Synonymes
- Plasterias latiradiata Gray, 1871

Luidia latiradiata est une espèce d'étoile de mer.
Sa classification est sujette à débat : Plasterias latiradiata, selon ITIS (20 décembre 2013) elle est la seule espèce de la classe des Somasteroidea, mais selon World Register of Marine Species (20 décembre 2013), elle serait à ranger sous le nom Luidia latiradiata (Gray, 1871).